# Lasiochlaena anisea
Lasiochlaena là một chi nấm thuộc họ Fomitopsidaceae. Là một chi đơn loài, nó chứa loài duy nhất Lasiochlaena anisea.